# Anna Nechybová
Anna Nechybová (15. srpna 1909 – ???) byla česká a československá politička a poúnorová bezpartijní poslankyně Národního shromáždění ČSR.

## Biografie
Ve volbách roku 1954 byla zvolena do Národního shromáždění ve volebním obvodu Ústí nad Labem jako bezpartijní poslankyně. V parlamentu setrvala do března 1957, kdy rezignovala a nahradila ji Svatoslava Kernerová. K roku 1954 se profesně uvádí jako dělnice v Severočeských tukových závodech v Ústí nad Labem.